# وسام الصداقة الروسي

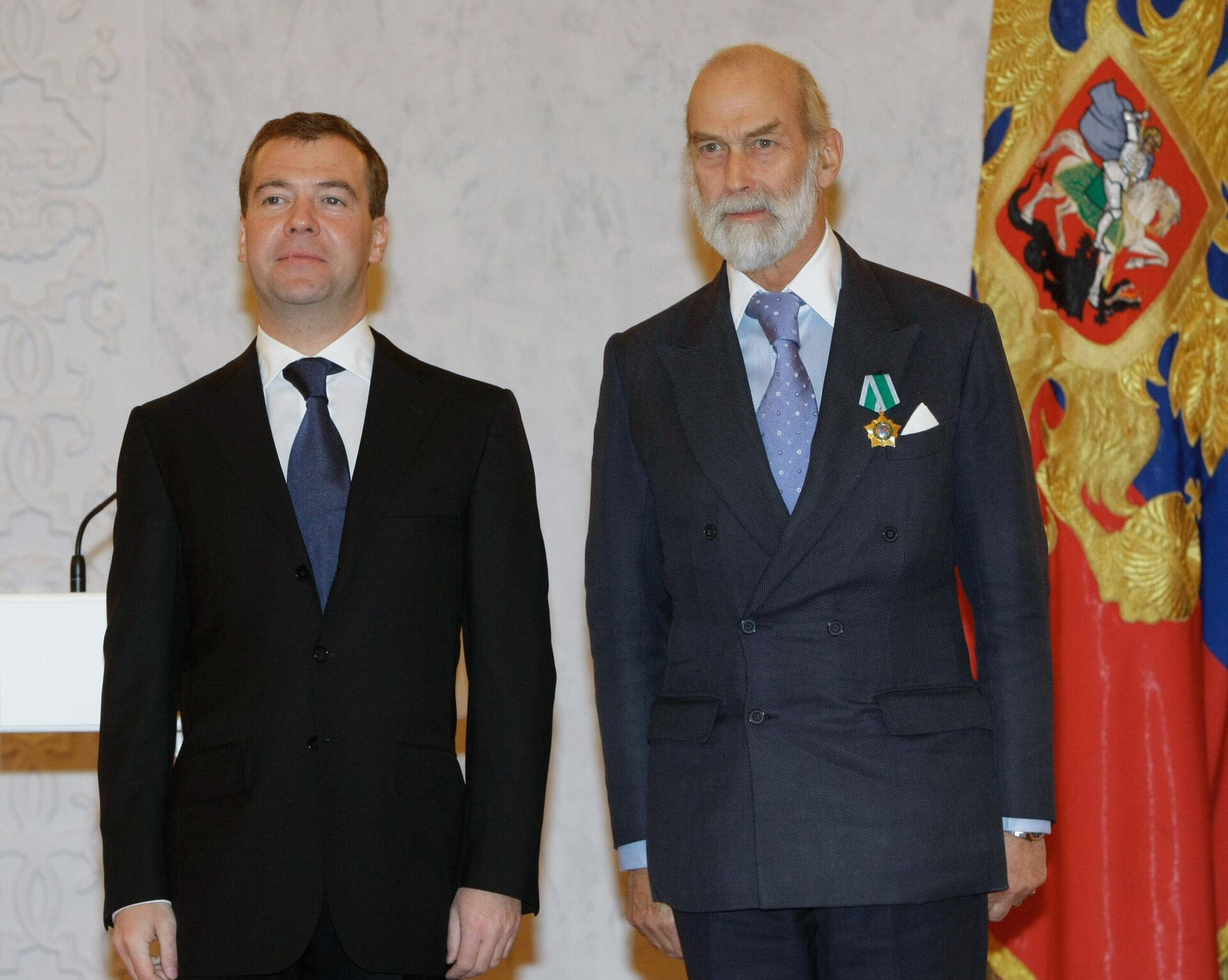
الأمير مايكل كينت يتلقى وسام الصداقة من الرئيس الروسي ديمتري ميدفيديف يوم 4 نوفمبر 2009 في الكرملين في موسكو

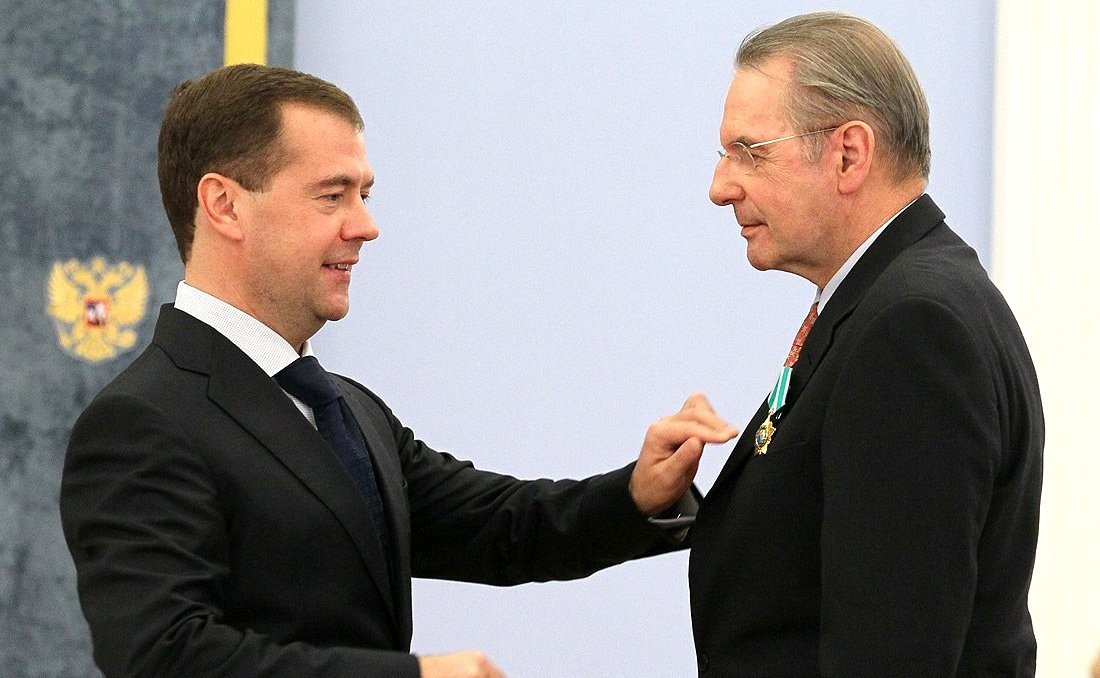
رئيس اللجنة الاولمبية الدولية جاك روغ الذي حصل على وسام الصداقة من قبل الرئيس الروسي ديمتري ميدفيديف يوم 22 نوفمبر 2011 في الكرملين في موسكو

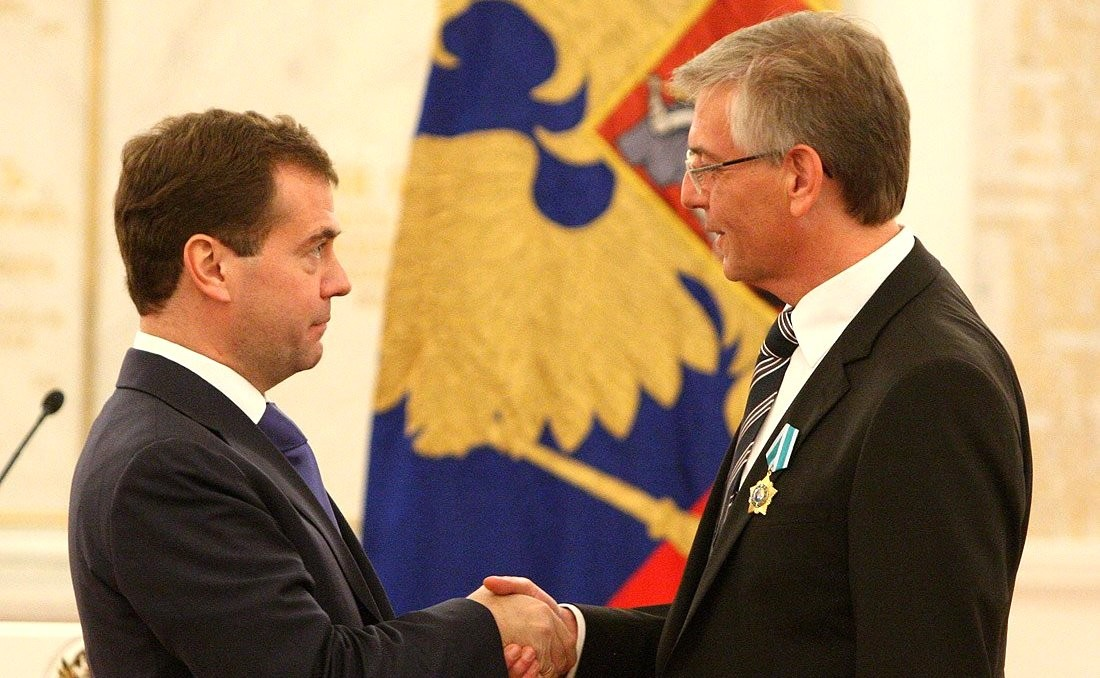
مانفريد شميت، رئيس قسم لإدارة الأزمات من الألمانية وزارة الداخلية، الذي توشح بوسام الصداقة من قبل الرئيس الروسي ديمتري ميدفيديف يوم 13 أكتوبر 2010 في الكرملين في موسكو

وسام الصداقة (بالروسية: Орден Дружбы) هو وسام الدولة للاتحاد الروسي وُضع في عهد بوريس يلتسين بموجب مرسوم رئاسي 442 من 2 مارس 1994 لتكريم الرعايا الأجانب الذي يعملون على تحسين الأعمال والجهود والعلاقات مع الاتحاد الروسي وشعبه. تم تعديل النظام الأساسي في وقت لاحق بموجب مرسوم رئاسي رقم 19 من 6 يناير 1999، [2] مرسوم رئاسي رقم 1099 من 7 سبتمبر 2010، [3] مرسوم رئاسي رقم 1631 من 16 ديسمبر 2011، [4] والمرسوم الرئاسي رقم 308 من 16 مارس 2012. ويمكن تتبع أصولها وسام الصداقة بين الشعوب السوفيتي.

## قائمة حائزي الوسام
- ماجد بن عبدالعزيز التركي, باحث أكاديمي سعودي.
- مارسيل برودوم، عضو مجلس الشيوخ (كندا)
- جاك روج، رئيس الثامن لللجنة الأولمبية الدولية (بلجيكا)
- ايكاترينا سمينيكا، القنصل الفخري لروسيا في موناكو [19]
- مرينال سين، المخرج السينمائي (الهند)
- ديميتريس سيوفاس، المشرع (اليونان)
- باربرا سميث، وهو مؤرخ من الدراسات الروسية الأمريكية [8] (الولايات المتحدة الأمريكية)
- داريو سالاس سومر، الفيلسوف التشيلي [20]
- شانموغام ساندر، مدير محطة Koodankulam الطاقة النووية [21] (الهند)
- جيمس سايمينغتون، وهو عضو سابق في مجلس النواب الأمريكي والنائب الحالي في Nossaman LLP / أوكونور وحنان (الولايات المتحدة الأمريكية)
- ريكس تيلرسون، الرئيس التنفيذي لشركة إكسون موبيل، مرشح وزارة الخارجية الاميركية .
- أندريه فايدا، المخرج السينمائي (بولندا)
- روان ويليامز، رئيس أساقفة كانتربري، المعترف بها للمساهمة في العلاقات الودية بين روسيا والمملكة المتحدة، وحبه للأدب الروسي [22] (UK)
- تاتيانا زدانوكا، سياسية (لاتفيا)
- سلام فخري الطوال، رئيس نادي ابن سينا لخريجي جامعات الاتحاد السوڤيتي سابقا في الأردن ورئيس الاتحاد العربي لخريجي الجامعات والمعاهد لدول الاتحاد السوڤيتي وروسيا (الأردن)
- سهيل الحسن (النمر) , ضابط في الجيش العربي السوري (سوريا)
- محمود عباس، رئيس دولة فلسطين رئيس منظمة التحرير الفلسطينية
- عبد المجيد تبون رئيس دولة الجزائر[2]
- نيلسون مانديلا رئيس جنوب أفريقيا
- احمد ابو الغيط، أمين عام جامعة الدول العربية[3]